# Louise Halleskov
Louise Halleskov (født 1979) er en dansk jurist og ph.d. Hun er professor ved Aarhus Universitet, hvor hun forsker og underviser i menneskeret, EU-ret og forvaltningsret. Hun har tidligere været ansat i Ministeriet for Flygtninge, Indvandrere og Integrations departement (2005-2007) og i Justitsministeriets departement (2007-2009). I 2019 fik hun en bevilling på 2.8 mio. fra Danmarks Frie Forskningsfond til et forskningsprojekt om Danmarks fremtidige rolle i EU-samarbejdet om asylansøgere, grænsekontrol og udsendelse af udlændinge.
Samtidig med universitetsansættelsen sidder hun i bestyrelsen for EU’s Agentur for Grundlæggende Rettigheder og Institut for Menneskerettigheder og underviser løbende på kurser i og holder oplæg om udlændingeretlige problematikker af EU- og menneskeretlig karakter. Derudover har Louise også været medlem af Flytningenævnet. I januar 2020 blev hun udpeget til at være medlem af Instrukskommissionen.

## Udvalgt bibliografi
- Louise Halleskov (2005), "The Long-Term Residents Directive: A Fulfilment of the Tampere Objective of Near-Equality?", European Journal of Migration and Law, 7 (2): 181-202, doi:10.1163/1571816054762205, Wikidata  Q104827013
- Louise Halleskov (20. juli 2015), "EU Law Autonomy versus European Fundamental Rights Protection—On Opinion 2/13 on EU Accession to the ECHR", Human Rights Law Review, 15 (3): 485-521, doi:10.1093/HRLR/NGV012, Wikidata  Q104827077
- Louise Halleskov (14. september 2015), "Composing Europe's Fundamental Rights Area: A Case for Discursive Pluralism", The Cambridge Yearbook of European Legal Studies, 17: 210-246, doi:10.1017/CEL.2015.8, Wikidata  Q104827178